# Amé Pictet
Amé Jules Pictet, född den 12 juli 1857 i Genève, död där den 11 mars 1937, var en schweizisk kemist.
Pictet promoverades 1879 hos August von Kekulé. Åren 1894–1932 innehade han som professor en lärostol vid universitetet i Genève.
År 1889 syntetiserade han fenantridin ur bensalanilin genom pyrolys i glödrör. År 1903 syntetiserade han för första gången nikotin. 
På kolhydratkemins område lyckades det honom 1928 att få fram syntesen av sackaros, genom att utgå från dess byggstenar glukos och fruktos.
Pictet-Spengler-reaktionen inom isokinolinsyntesen är uppkallad efter honom.